# La Habana (tỉnh)
Tỉnh La Habana (tiếng Tây Ban Nha: Provincia de la Habana) là một tỉnh cũ của Cuba, tỉnh được chia thành 2 tỉnh mới là Artemisa và Mayabeque từ ngày 1 tháng 1 năm 2011.. Theo thống kê năm 2002, tỉnh có 711.066 người. Thành phố lớn nhất của tỉnh là Artemisa (81.209 người). Tỉnh bao quanh nhưng không bao gồm thủ đô La Habana

## Địa lý
Tỉnh La Habana giáp với tỉnh Pinar del Rio, và Matanzas. Tỉnh có bờ biển ở cả phía bắc lẫn phía nam và hàng chục các thị trấn và một vài thành phố có dân số đáng kể theo xếp hạng tại Cuba

## Kinh tế
Hầu hết ngành nông nghiệp của tỉnh là sản xuất thực phẩm như gia súc, khoai tây và trái cây.. Không như hầu hết các tỉnh khác, đường và cây thuốc lá chỉ chiếm một phần nhỏ trong nông nghiệp của tỉnh.

## Khu tự quản
| Khu                      | Dân số (2004) | Diện tích (km²) | Tọa độ                                        | Ghi chú |
| ------------------------ | ------------- | --------------- | --------------------------------------------- | ------- |
| Alquizar                 | 29616         | 193             | 22°48′24″B 82°34′58″T / 22,80667°B 82,58278°T |         |
| Artemisa                 | 81209         | 690             | 22°48′49″B 82°45′48″T / 22,81361°B 82,76333°T |         |
| Batabanó                 | 25664         | 187             | 22°43′29″B 82°17′23″T / 22,72472°B 82,28972°T |         |
| Bauta                    | 45509         | 157             | 22°59′31″B 82°32′57″T / 22,99194°B 82,54917°T |         |
| Bejucal                  | 25425         | 120             | 22°55′58″B 82°23′13″T / 22,93278°B 82,38694°T |         |
| Caimito                  | 36813         | 238             | 22°57′28″B 82°35′47″T / 22,95778°B 82,59639°T |         |
| Guanajay                 | 28429         | 113             | 22°55′50″B 82°41′16″T / 22,93056°B 82,68778°T |         |
| Güines                   | 68951         | 445             | 22°50′52″B 82°01′25″T / 22,84778°B 82,02361°T |         |
| Güira de Melena          | 37838         | 178             | 22°48′8″B 82°30′17″T / 22,80222°B 82,50472°T  |         |
| Jaruco                   | 25658         | 276             | 23°02′34″B 82°00′33″T / 23,04278°B 82,00917°T |         |
| Madruga                  | 30640         | 464             | 22°54′59″B 81°51′25″T / 22,91639°B 81,85694°T |         |
| Mariel                   | 42504         | 269             | 22°59′38″B 82°45′14″T / 22,99389°B 82,75389°T |         |
| Melena del Sur           | 20445         | 227             | 22°46′54″B 82°08′54″T / 22,78167°B 82,14833°T |         |
| Nueva Paz                | 24277         | 515             | 22°45′48″B 81°45′29″T / 22,76333°B 81,75806°T |         |
| Quivicán                 | 29253         | 283             | 22°49′29″B 82°21′21″T / 22,82472°B 82,35583°T |         |
| San Antonio de los Baños | 46300         | 127             | 22°53′20″B 82°29′55″T / 22,88889°B 82,49861°T |         |
| San José de las Lajas    | 69375         | 591             | 22°58′5″B 82°09′21″T / 22,96806°B 82,15583°T  |         |
| San Nicolás              | 21563         | 242             | 22°46′55″B 81°54′24″T / 22,78194°B 81,90667°T |         |
| Santa Cruz del Norte     | 32576         | 376             | 23°09′21″B 81°55′35″T / 23,15583°B 81,92639°T |         |

Nguồn: Population from 2004 Census; Area from 1976 municipal re-adjustment

## Nhân khẩu
Năm 2004, tỉnh La Habana có dân số là 722.045 người. với diện tích là 5.731,59 km2 (2.212,98 dặm vuông Anh),.